# Загурский, Леонид Николаевич
Леони́д (Леонтий) Никола́евич Загу́рский (1847—1912) — заслуженный профессор римского права Харьковского университета. 

## Биография
Родился в июне 1847 года в городе Путивле Курской губернии (ныне Сумская область Украины).
В пятилетнем возрасте начал учиться в частной школе грамотности Стахевича. Затем учился в школе уездного смотрителя Путивля Белозорова, в 1857—1859 годах — в уездном училище. Поступив в 3-й класс Воронежской гимназии, окончил её в 1868 году. Поступил на медицинский факультет Харьковского университета, но сразу перешёл на юридический факультет, окончив его в 1872 году. Был оставлен с 21 декабря стипендиатом для подготовки к профессорскому званию по предмету римского права.
После защиты 27 ноября 1874 года диссертации «Принципы римского гражданского и уголовного процесса» получил степень магистра гражданского права и после прочтения двух пробных лекций «О либерах» и «Догматический анализ общих начал учения о давности и эмфитевта в частности» 21 декабря был утверждён приват-доцентом римского права. В 1877 году, получив звание штатного доцента был отправлен на два года за границу; занимался в Вене, Гёттингене, Мюнхене и Париже.
Преподавал «историю и догму римского права», а также «институции римского права». С 26 сентября 1881 года по 29 января 1891 года был секретарём юридического факультета.
После защиты в 1881 году диссертации «Учение о законнорожденности и незаконнорождённости по римскому праву», 19 марта был утверждён в степени доктора гражданского права, а 2 апреля в звании экстраординарного профессора; с 8 апреля 1882 года — ординарный профессор. С 1891 до осени 1905 года был деканом юридического факультета.
Звание заслуженного профессора было ему присвоено 11 января 1900 года. По выслуге 30 лет был исключён из штатных профессоров и с 21 декабря 1902 года ему была назначена пенсия.
Умер 13 (26) марта 1912 года.